# Педро Салинас
Педро Салинас (на испански: Pedro Salinas) е испански университетски преподавател, литературен критик, драматург, преводач, писател и поет, автор на произведения в жанра лирика, драма и документалистика. Част е от литературната група писатели и поети Поколение '27.

## Биография и творчество
Педро Салинас и Серано е роден на 27 ноември 1891 г. в Мадрид, Испания, в семейството на Педро Салинас Елмос, търговец, и Соледад Серано. Баща му умира когато е шестгодишен. Учи в Испано-френския колеж и в института „Сан Исидро“ в Мадрид. После на 19-годишна възраст започва да учи право в Мадридския университет, но след две години продължава да следва философия и литература. Там през 1917 г. получава докторска степен с дисертация върху илюстрациите на Дон Кихот.
Първите му стихотворения са публикувани през 1911 г. от Рамон Гомес де ла Серна в списание „Прометео“. През 1913 г. е назначен за секретар на литературната секция на частния институт Атенео де Мадрид, където заедно с Енрике Диес-Канедо и Фернандо Фортун се заемат с мисията за „освобождаване на испанския стих от игото на метриката“. През 1914 г. става преподавател по испански език в Сорбоната. През лятото на 1915 г. се жени за Маргарита Ботела в Алжир, с която се установяват в Париж и имат две деца – Соледад и Хайме. Запознава се с творчеството на Пруст, чиито първи три тома от сагата „По следите на изгубеното време“ по-късно превежда в сътрудничество с поета Хосе Мария Кирога Пла. Преводите му допринасят за познаването на френския писател в испаноезичния свят.
През 1917 г. семейството се завръща в Испания и година по-късно той получава професорско място в университета на Севиля. Живеят в Севиля до 1929 г. В периода 1922 – 1923 г. преподава като асистент в Кеймбриджкия университет. След завръщането си публикува първата си стихосбирка, „Предзнаменования“. През 1930 г. става преподавател на мястото на Хорхе Гилен в университета на Мурсия. През същата година започва да преподава и в Централното училище за езици в Мадрид, където по-късно, през 1932 г., основава списанието „Литературен указател“ (Índice Literario) с цел да информира испанистите за новата испанска литература. В периода 1928 – 1936 г. се включва в дейностите и целите на проекта за безплатно образование чрез Центъра за исторически изследвания.
През 1936 г. избухва опит за преврат, докато той е на Международния летен университет в Сантандер. Превратът дава началото на Гражданската война в Испания, заради която той се премества във Франция, откъдето отива в изгнание в САЩ. Там е гост-професор в Уелсли Колидж, по-късно работи за Балтиморския университет „Джонс Хопкинс“ и през лятото на 1943 г. се прехвърля в университета на Пуерто Рико. През 1946 г. се завръща в Балтимор.
Поетичното му творчество има три етапа. Началният етап в него (1923 – 1932) е белязан от влиянието на чистата поезия на Хуан Рамон Хименес и футуристичния авангард. Етапът на пълнотата в творчеството му (1933 – 1939) се състои от любовната трилогия стихосбирки: „Гласът, дължащ се на теб“ (1933), която представя историята на една любовна страст, от нейното зараждане до нейния разрив; „Любовна причина“ (1936), която представя историята на любовната страст, от нейното зараждане до нейния разрив; и „Дълго съжаление“ (1939), в която развива линията на предишните две произведения. Тази му поетична поредица е породена от аферата му с американска студентка Катрин Уитмор започнала през 1932 г. по време на летния университет в Сантандер. Етапът му на изгнание (1940 – 1951) включва поемата „Съзерцаваното“ (1946), като диалог с морето на Сан Хуан, Пуерто Рико; стихосбирката „Всичко е ясно и други стихове“ (1949), в която отразява темата за сътворението чрез думи, и др.
Освен поезия пише много пиеси с поетичен оттенък. Автор е на няколко книги с проза – романите „Вечерня на радостта“ (1926) и „Невероятната бомба“ (1950) за ужасите на атомната бомба; и сборника „Безупречното голо тяло и други разкази“ (1951). Пише и есета за живота и творчеството на поетите Хорхе Манрике и Рубен Дарио.
Педро Салинас умира на 4 декември 1951 г. в Бостън, САЩ. Погребан е според завещанието му в Сан Хуан, Пуерто Рико.

## Произведения

### Поезия
- Presagios (1923)[1][2][5]
- Seguro azar (1929)
- Fábula y signo (1931)
- La voz a ti debida (1933)
- Razón de amor (1936)
- Error de cálculo (1938)
- Lost Angel and Other Poems (1938)
- Poesía junta (1942)
- El contemplado (1946) – поема
- Todo más claro y otros poemas (1949)
- Poesías completas (1955) – посмъртно

на български език
- Стихове в сборника „Испанска поезия“, изд.: „Народна култура“, София (1980), прев. Александър Муратов и Атанас Далчев
- Неотдавнашно да (стихотворение), сп. „Везни“ (2000), прев. Румен Стоянов
- Съзерцаването (стихотворение), алм. „Панорама“ бр.11 (2009), прев. Нева Мичева
- Стихове в „Литературен клуб“, прев. Рада Панчовска
- Стихове в „Литературен свят“ (2013, 2014, 2015, 2017, 2021), прев. Диана Павлова, Петър Велчев, Красимира Василева, Виолета Бончева, Атанас Далчев

### Проза
- Víspera del gozo (1926) – роман[1]
- La bomba increíble (1950) – роман
- El desnudo impecable y otras narraciones (1951) – разкази

### Пиеси
- El director (1936)
- El parecido (1942 – 1943)
- Ella y sus fuentes (1943)
- La bella durmiente (1943)
- La isla del tesoro (1954)
- La cabeza de la medusa (1945)
- Sobre seguro (1945)
- Caín o Una gloria científica (1945)
- Judit y el tirano (1945)
- La estratosfera. Vinos y cervezas (1945)
- La fuente del arcángel (1946)
- Los santos (1946)
- El precio (1947)
- El chantajista (1948)

### Есета
- Literatura española. Siglo XX (1940)[1]
- Jorge Manrique o tradición y originalidad (1947) – за Хорхе Манрике
- La poesía de Rubén Darío (1948) – за Рубен Дарио

### Разкази
- Versión modernizada del Cantar de Mio Cid (1926)
- Víspera del gozo (1926)
- La bomba increíble (1950)
- El desnudo impecable y otras narraciones (1951)

### Преводи
- Капризите на Марияна (1920), от Алфред дьо Мюсе
- На път към Суан (1920), от Марсел Пруст
- Запленен от момичета в цвят (1922), от Марсел Пруст
- Обществото на Германт (1931), от Марсел Пруст